# Jiangya (köpinghuvudort i Kina, Hunan Sheng, lat 29,50, long 110,76)
Jiangya (kinesiska: 江垭, 江垭镇) är en köpinghuvudort i Kina. Den ligger i provinsen Hunan, i den södra delen av landet, omkring 260 kilometer nordväst om provinshuvudstaden Changsha. Antalet invånare är 44 630. Befolkningen består av 22 259 kvinnor och 22 371 män. Barn under 15 år utgör 16,0 %, vuxna 15-64 år 71 %, och äldre över 65 år 11,0 %.
Runt Jiangya är det ganska tätbefolkat, med 166 invånare per kvadratkilometer. Jiangya är det största samhället i trakten. I omgivningarna runt Jiangya växer i huvudsak blandskog.
Genomsnittlig årsnederbörd är 1 766 millimeter. Den regnigaste månaden är maj, med i genomsnitt 286 mm nederbörd, och den torraste är december, med 22 mm nederbörd.